# Xbox Game Studios

Visão por dentro da sede do Xbox Game Studios.

Xbox Game Studios (XGS, anteriormente chamada Microsoft Games, Microsoft Game Studios e Microsoft Studios) é uma divisão multinacional da Microsoft responsável por produzir e distribuir jogos eletrônicos para consoles e computadores. Foi fundada em março de 2000 como Microsoft Games, sendo uma das primeiras subsidiárias da empresa. Anteriormente, o negócio de jogos da Microsoft era seu Games Group, focado em títulos para Windows, sendo reorganizados e estruturados como uma divisão separada devido a chegada do console Xbox.
Em 2001, a divisão passou a se chamar Microsoft Game Studios e em 2011 passou a adotar apenas Microsoft Studios. Atuava principalmente na área de consoles, porém em 2016 passou a disponibilizar seus games por meio do Xbox Play Anywhere, serviço onde os novos games produzidos por seus estúdios possam ser instalados em computadores que utilizem o Windows 10 sem custo extra. Por conta dessa mudança de marca, foram rebatizados de Xbox Game Studios em fevereiro de 2019. Seus estúdios são responsáveis pela produção e distribuição de jogos como as séries: Halo, Gears of War, Fable, Psychonauts, State of Decay, Forza, Hellblade e Ori, e também contém tecnologias proprietárias da marca Xbox (motores gráficos) como: Creation Engine, FTech Engine, Havok, Slipspace Engine, Void Engine, STEM Engine, e Id Tech.

## Subsidiárias
| N° | Nome                         | Localização                                     | Fundação | Aquisição | Jogos/franquias mais populares                                                                                      |
| -- | ---------------------------- | ----------------------------------------------- | -------- | --------- | --- |
| 1  | Halo Studios                 | Redmond, Washington, Estados Unidos             | 2007     | 2007      | Halo - Halo Wars |
| 2  | Compulsion Games             | Montreal, Quebec, Canadá                        | 2009     | 2018      | Contrast- We Happy Few                                                                                              |
| 3  | Double Fine Productions      | São Francisco, Califórnia, Estados Unidos       | 2000     | 2019      | Psychonauts - Brütal Legend                                                                                         |
| 4  | inXile Entertainment         | Newport Beach, Califórnia, Estados Unidos       | 2002     | 2018      | Wasteland |
| 5  | Mojang Studios               | Estocolmo, Estocolmo, Suécia                    | 2009     | 2014      | Minecraft - Cobalt - Minecraft Dungeons                                                                             |
| 6  | Ninja Theory                 | Cambridge, Cambridgeshire, Reino Unido          | 2000     | 2018      | Hellblade - Bleeding Edge - Devil May Cry - Senua's Saga: Hellblade II                                              |
| 7  | Obsidian Entertainment       | Irvine, Califórnia, Estados Unidos              | 2003     | 2018      | Grounded - The Outer Worlds - Avowed - South Park: The Stick of Truth - Alpha Protocol - Pillars of Eternity        |
| 8  | Playground Games             | Royal Leamington Spa, Warwickshire, Reino Unido | 2010     | 2018      | Fable - Forza Horizon                                                                                               |
| 9  | Rare                         | Twycross, Leicestershire, Reino Unido           | 1985     | 2002      | Sea Of Thieves - Conker's - Banjo-Kazooie - Battletoads - Killer Instinct - Everwild - Perfect Dark - GoldenEye 007 |
| 10 | The Coalition                | Vancouver, Colúmbia Britânica, Canadá           | 2010     | 2010      | Gears Of War |
| 11 | Turn 10 Studios              | Redmond, Washington, Estados Unidos             | 2001     | 2001      | Forza Motorsport - Forza Horizon                                                                                    |
| 12 | Undead Labs                  | Seattle, Washington, Estados Unidos             | 2009     | 2018      | State Of Decay |
| 13 | World's Edge Studio          | Redmond, Washington, Estados Unidos             | 2019     | 2019      | Age Of Empires - Age Of Mythology                                                                                   |
| 14 | Xbox Game Studios Publishing | Redmond, Washington, Estados Unidos             | 2000     | 2000      | Braço de publicação para títulos First-party desenvolvido por estúdios independentes                                |

### Ex-subsidiárias

#### Fechados
- Aces Game Studio, em Redmond, Washington, EUA; fundado em 1988, adquirido em 1995, fechado em 2009.
- BigPark, em Vancouver, Colúmbia Britânica, Canadá; fundado em 2007, fechado em 2016.
- Capcom Vancouver, em Burnaby, Colúmbia Britânica, Canadá; fundado como Blue Castle Games em 2005, adquirido e renomeado em 2010, fechado em 2018.
- Carbonated Games, em Redmond, Washington, EUA; fundado em 2003 como uma equipe da XGS Global Publishing, fechado em 2010.
- Digital Anvil, em Austin, Texas, EUA; fundado em 1996, fechado em 2006.
- Ensemble Studios, em Dallas, Texas, EUA; fundado em 1994, adquirido em 2001, fechado em 2009.
- FASA Studio, em Redmond, Washington, EUA; fundado em 1994, adquirido em 2001, fechado em 2007.
- The Initiative em Santa Mônica, Califórnia, EUA; fundado em 2018, fechado em 2025
- Lionhead Studios, em Guildford, Surrey, Reino Unido; fundado em 1997, adquirido em 2006, fechado em 2016.
- Microsoft Studios Victoria, em Victoria, Colúmbia Britânica, Canadá; fundado em 2010, consolidado com a Black Tusk Studios em 2012.
- Press Play, em Copenhague, Dinamarca; fundado em 2006, adquirido em 2012, fechado em 2016.
- Team Dakota, em Redmond, Washington, EUA; fundado em 2012 como uma equipe da XGS Global Publishing, fechado em 2016.
- Xbox Entertainment Studios, em Santa Monica, Califórnia, EUA; fundado em 2012, fechado em 2014.

#### Vendido ou Separado
- Bungie, em Bellevue, Washington, EUA; fundado em 1991, adquirido em 2000, tornou-se independente novamente em 2007.
- Indie Built, em Salt Lake City, Utah, EUA; fundado em 1982 como Access Software, adquirido e renomeado para Salt Lake Game Studio em 1999, vendido para Take-Two Interactive e renomeado para Indie Built em 2004.
- Silicon Knights, em St. Catharines, Ontário, Canadá; fundado em 1992, adquirido em 2005, tornou-se independente novamente em 2012.
- Twisted Pixel Games, em Austin, Texas, EUA; fundado em 2006, adquirido em 2011, tornou-se independente novamente em 2015.
- XSN Sports, em Redmond, Washington, EUA; fundado em 2000, vendido para Take-Two Interactive e renomeado para 2K Sports em 2005.

## No Brasil
No país, a empresa vende a maior parte de seus jogos oficialmente, e faz traduções para o português da maior parte dos jogos lançados. Para o Xbox 360, a Microsoft lançou Viva Piñata em português, sendo então o primeiro jogo para Xbox 360 traduzido para o idioma. Após isso, os jogos Halo 3, Halo 3: ODST e Halo: Reach também foram localizados para o português.

## Reconhecimento

Referência no gênero de Tiro em 1ªPessoa, Halo: CE ganhou uma versão de aniversário em 2011 para o Xbox 360.

Em 2010, o site de agregação de resenhas Metacritic atribuiu a pontuação média dos jogos da Microsoft como 73,4 (de 100), tornando-se a quarta editora de maior pontuação, à frente da Sony, mas atrás da Nintendo. Em 2011, sua pontuação média subiu para 77,2, a mais alta de qualquer grande editora, incluindo Nintendo e Sony. No ano de 2012, caíram para o segundo lugar, com uma média de 73,0, logo atrás da Electronic Arts. No ano seguinte, ficaram em sexto lugar, atrás de Nintendo e Sony.
O jogo mais aclamado da história do Microsoft Studios é Halo: Combat Evolved do Xbox Original com uma média de 97 no Metacritic, além de muitos outros prêmios de reconhecimento por qualidade e inovação no gênero. Desde 2017, Halo CE faz parte do Hall da Fama dos Vídeo-Games juntamente com um grupo seleto de clássicos como Super Mario Bros, Sonic the Hedgehog, Grand Theft Auto III e Tomb Raider.                                                                                                                                                                                                                                                                                                                                                                                                                                                                                                                                                                                                                                                                                                                                                                                                                                                                                                                                                                                                          